# Square Marius-Constant
Le square Marius-Constant, anciennement square de la rue Ortolan, est un espace vert du 5e arrondissement de Paris accessible par le 8, rue Ortolan et par les 1-15, rue Saint-Médard.

## Historique
Créé en 1958 sous l'appellation de la rue Ortolan, proche et qui lui donne accès, ce square a une surface de 1 020 m2, disposé en pente douce, traversé par un chemin et agrémenté de nombreux arbres. Il est longé sur son flanc est par le passage Jaillot.
Le square prend en octobre 2011 sa dénomination actuelle en hommage au compositeur français Marius Constant (1925-2004). Son inauguration officielle a eu lieu le 5 décembre 2013.

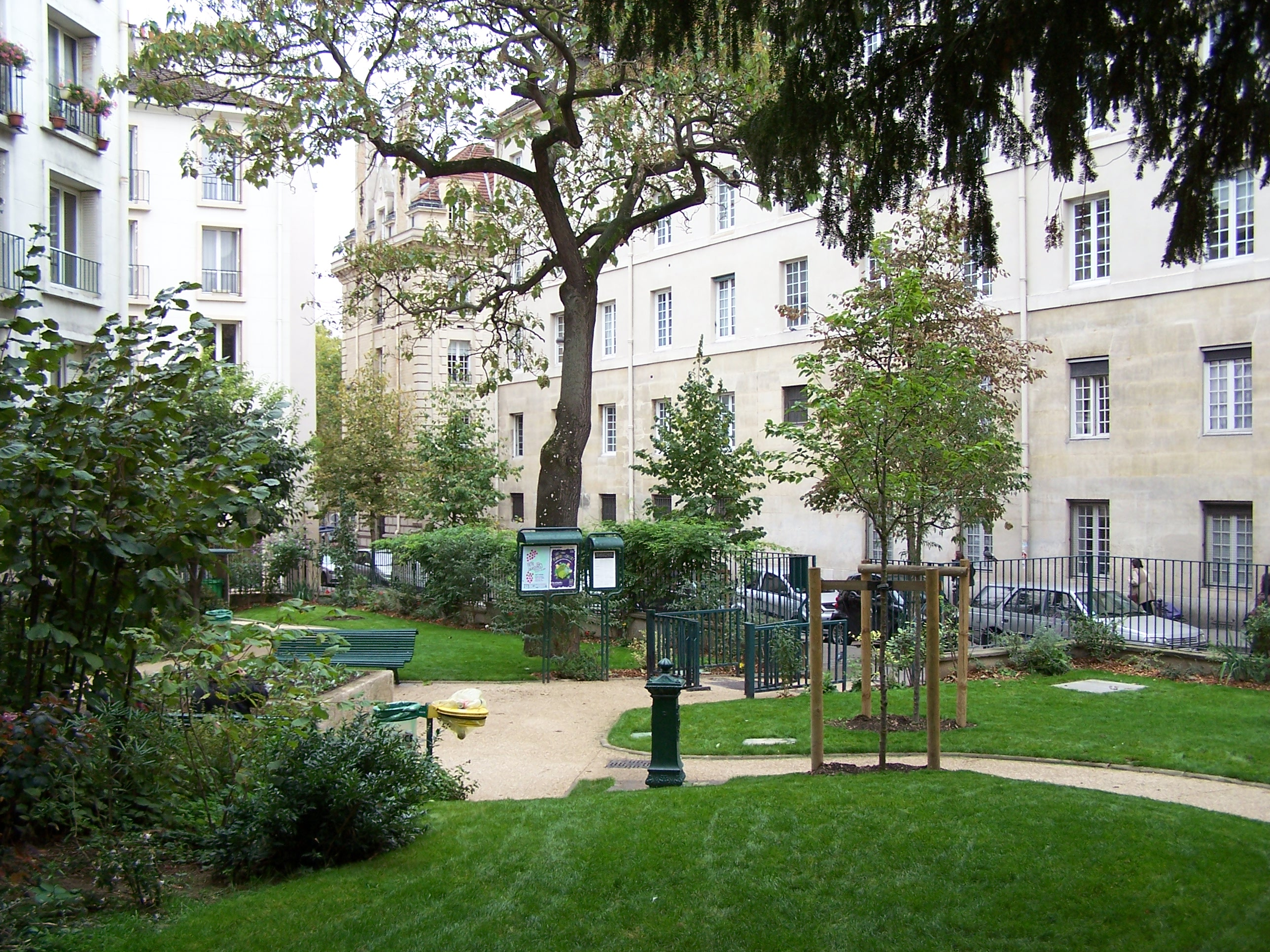
L'aire de jeux.

## Accès
Le square est desservi par la ligne 7 à la station Place Monge.